# Pierre-de-Bresse
Pierre-de-Bresse ist eine französische Gemeinde im Département Saône-et-Loire in der Region Bourgogne-Franche-Comté. Sie gehört zum Arrondissement Louhans, ist Hauptort des Kantons Pierre-de-Bresse und des Gemeindeverbandes Canton de Pierre-de-Bresse. Der Ort hat 1945 Einwohner (Stand 1. Januar 2022). Die Einwohner werden Pierrois, resp. Pierroises genannt.

## Geografie

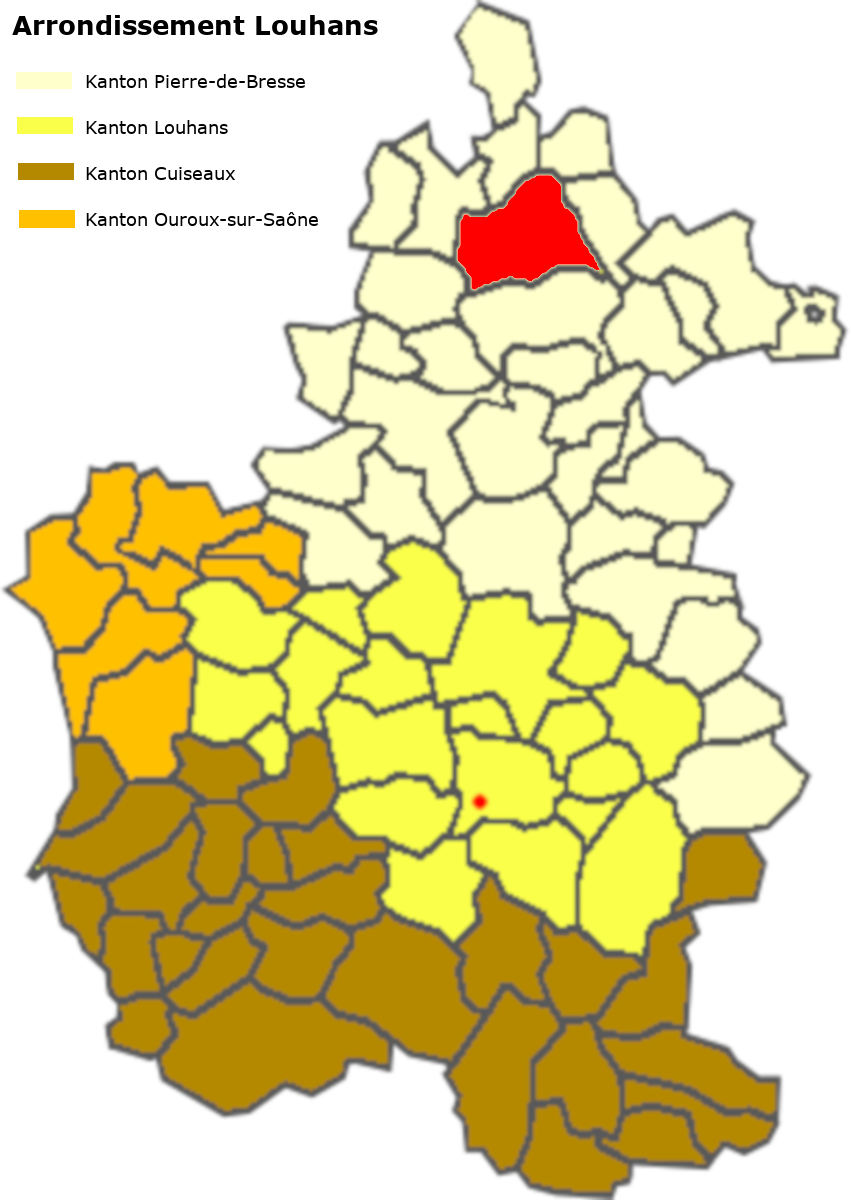
Lage der Gemeinde im Arrondissement Louhans

Die Gemeinde liegt im Norden des Arrondissement Louhans auf einem Plateau über dem Doubs. Die Gemeinde liegt teilweise in der Landschaft Bresse, im Teil nördlich des Bourg aber in der Landschaft Vallée de la Saône.
Im Südosten streift der Ruisseau des Tenaudins das äußerste Gemeindegebiet, das westliche Gemeindegebiet entwässert La Charetelle. Schließlich durchquert noch La Breux das nördliche Gemeindegebiet. Dazu bestehen zahlreiche Biefs, künstliche Wasserläufe zur Bewirtschaftung der rund sieben Étangs auf dem Gemeindegebiet. Die Gemeinde ist nur schwach bewaldet, lediglich entlang der südöstlichen und südwestlichen Gemeindegrenze finden sich einige Waldflächen, nebst einem Parkwald beim Schloss. In Ost-West-Richtung durchzieht die Departementsstraße D73 den Ort, sie verbindet Charette-Varennes mit Bellevesvre. In Nord-Süd-Richtung erreicht die Departementsstraße D203 von Pourlans her Pierre-de-Bresse. Von Pierre ausgehend führen die D29 nördlich und die D373 südlich über Authumes nach Neublans-Abergement. Schließlich führt noch die D13 in südlicher Richtung nach La Chapelle-Saint-Sauveur und letztlich nach Louhans. Etliche dieser heutigen Departementsstraßen liegen auf Trassen von Römerstraßen, in deren Netz Pierre-de-Bresse ein wichtiger Kreuzungspunkt war. Zur Gemeinde gehören folgende Weiler und Fluren: Bas-de-Pierre, Beauregard, Bois-de-Pierre, Bois-des-Planches, le Bois-Vinot, Bout-d’Amont, Buisson-Jean-Chêne, Champ-Renard, Chardenay, la Charetelle (Gewässer), le Colombier, les Cupriés, Duchaux, la Duchie, l’Étang-Gruyer, la Ferme-Rouge, Folnard, Grand-Mont, les Grands-Champs, la Grange-des-Bois, l’Hays, les Herbins, Maison-des-Eaux, Maison-Neuve, la Malatière, la Marcouse, la Martenne, la Motte, Neressard, les Pendants, la Qualité, Raconnay, Sigrée, la Teigne, le Terrangeot, Terrans, la Tuilerie, la Villeneuve.

### Klima
Das Klima in Pierre-de-Bresse ist warm und gemäßigt. Es gibt das ganze Jahr über deutliche Niederschläge, selbst der trockenste Monat weist noch hohe Niederschlagsmengen auf. Die Klassifikation des Klimas nach Köppen und Geiger ist Cfb ((Gemäßigtes) Ozeanklima). Die Temperatur liegt im Jahresdurchschnitt bei 11,8 °C. Der wärmste Monat ist der Juli mit einer Durchschnittstemperatur von 20,9 °C, der kälteste der Januar mit 3,1 °C. Über ein Jahr verteilt summieren sich die Niederschläge auf 1065 mm, dabei ist der November mit 110 mm der niederschlagsreichste, während Februar und März als trockenste Monate 77 mm aufweisen. Über das ganze Jahr werden etwa 2700 Sonnenstunden gezählt.
|                        | Jan | Feb | Mär  | Apr  | Mai  | Jun  | Jul  | Aug  | Sep  | Okt  | Nov  | Dez |   |      |
| Mittl. Temperatur (°C) | 3,1 | 3,7 | 7,3  | 11,0 | 14,9 | 18,9 | 20,9 | 20,5 | 16,8 | 12,7 | 7,2  | 3,9 | ⌀ | 11,8 |
| Mittl. Tagesmax. (°C)  | 6,1 | 7,5 | 11,8 | 15,6 | 19,2 | 23,6 | 25,6 | 25,3 | 21,3 | 16,8 | 10,4 | 6,8 | ⌀ | 15,9 |
| Mittl. Tagesmin. (°C)  | 0,4 | 0,3 | 3,0  | 6,1  | 10,0 | 13,8 | 15,8 | 15,6 | 12,4 | 8,9  | 4,2  | 1,3 | ⌀ | 7,7  |
|                        |     |     |      |      |      |      |      |      |      |      |      |     |   |      |
| Niederschlag (mm)      | 90  | 77  | 77   | 88   | 96   | 81   | 78   | 78   | 87   | 103  | 110  | 100 | Σ | 1065 |

| 0,4 |

| 0,3 |

| 3,0 |

| 6,1 |

| 10,0 |

| 13,8 |

| 15,8 |

| 15,6 |

| 12,4 |

| 8,9 |

| 4,2 |

| 1,3 |

| 0,4 |

| 0,3 |

| 3,0 |

| 6,1 |

| 10,0 |

| 13,8 |

| 15,8 |

| 15,6 |

| 12,4 |

| 8,9 |

| 4,2 |

| 1,3 |

## Toponymie
Der Name geht auf die gallo-römische Besiedlungszeit zurück, ursprünglich petra, im Sinne eines großen Steines oder eines Denkmals. Der Ort liegt an der alten Straße, die von Verdun-sur-le-Doubs nach Poligny führte. Pierre ist übrigens die einzige Gemeinde in der Bresse, die sich de Bresse nennen darf, alle übrigen tragen gegebenenfalls den Zusatz en Bresse als Bezeichnung, in der Bresse liegend. 1952 bat die Gemeinde das Innenministerium gebeten, den Zusatz de Bresse tragen zu dürfen. Erst 1961 kam die Antwort, Pierre en Bresse sei aus toponymischen Gründen genehmigt. Die Gemeinde beharrte jedoch auf ihrem Standpunkt und am 10. Mai 1962 wird der Ort per Dekret zu Pierre de Bresse.
Im Übrigen ist der Stein von Pierre tatsächlich etwas Besonderes. Steine finden sich in der Bresse ja nicht, hier jedoch stand anscheinend ein Grabmonument auf einer Anhöhe im Westen, ein Dolmen oder ein Monument. Das Denkmal wurde im 18. Jahrhundert zerstört, nachdem es lange eine Station auf der Pilgerfahrt der alten Knaben (Pèlerinage des vieux garçons) war, einer Prozession derjenigen, die innerhalb eines Jahres heiraten wollten.

## Geschichte

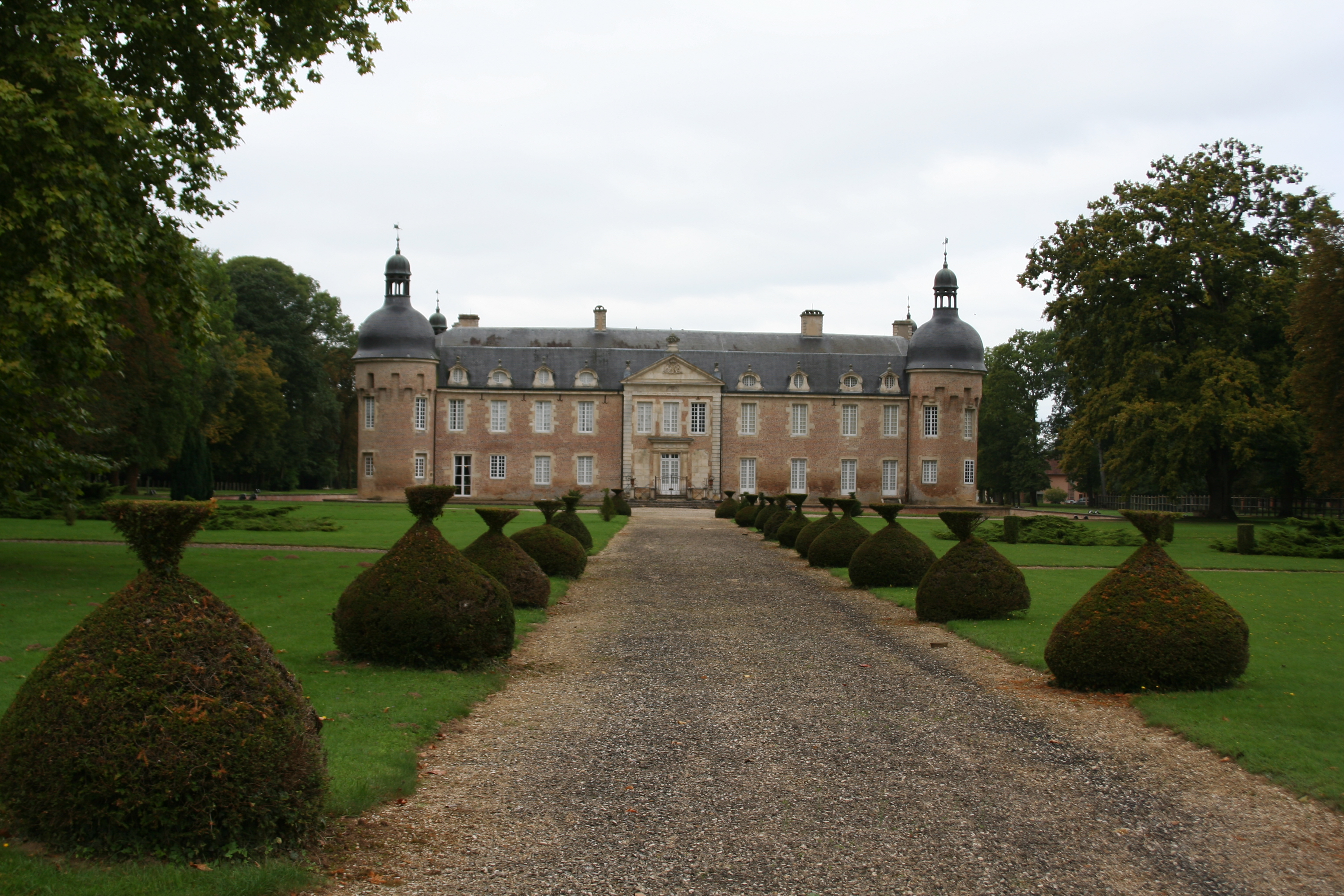
Schloss von Pierre-de-Bresse, neu erbaut 1680

Als ältestes schriftliches Dokument gilt eine Urkunde von 1092, worin eine Zuwendung des Bischofs von Chalon-sur-Saône an den Prior von Pierre, Robertus de Petra, verbrieft ist. Im 13. Jahrhundert war ein Teil von Pierre-de-Bresse ein Lehen der Grafen von Vienne. Da diese wiederum von den Burgundern abhingen, die mit ihren Gefolgsleuten aktiv an den Kreuzzügen teilnahmen, war die Region der Bresse im 11. und 12. Jahrhundert weitgehend entvölkert. Chronisten halten fest, dass sich «auf sieben Frauen kaum ein Mann finden ließ». Für 1490 werden bezüglich der Einwohnerzahl 69 Feuerstellen angegeben, was auf eine Bevölkerung von gegen 400 Personen schließen lässt. Dennoch hatte Pierre noch bis ins 15. Jahrhundert eine gewisse Bedeutung, nicht zuletzt dank seiner Lage an der alten Straße zwischen Verdun-sur-le-Doubs und Poligny. Die Benediktiner hatten ein Priorat eingerichtet und eine Familiarité war mit der Kirche verbunden.
1380 besaß Ritter Jean de Mypont Teile von Pierre, die durch Wiederverheiratung seiner Witwe 1399 an Jean-Genevois Bouton du Fay übergingen. Später ging auch das Schloss von Pierre in ihren Besitz über und sie blieben während mehr als zwei Jahrhunderten die Herren von Pierre. Emart Bouton war Kammerherr und Conseiller der Burgunderherzöge Philipp des Guten und Karls des Kühnen und besaß große Ländereien in den Vizegrafschaften Auxonne und Louhans. Die Familie der Bouton verschmolz letztlich mit der Familie der de Thiard. Testamentarisch vermachte Claude Bouton den Besitz seinem Neffen und Patenkind Pontus de Thyard mit der Auflage, dass er und seine Nachkommen Name und Wappen der Boutons tragen müssten. 1680 wurde das Schloss neu erbaut und ging 1852 infolge Heirat auf die Familie der Estampes über. 1956 übernahm das Département Saône-et-Loire das Schloss und richtete in einem Teil der Nebengebäude ein Altersheim ein. Seit 1981 beherbergt es das volkskundliche Museum der Bresse.

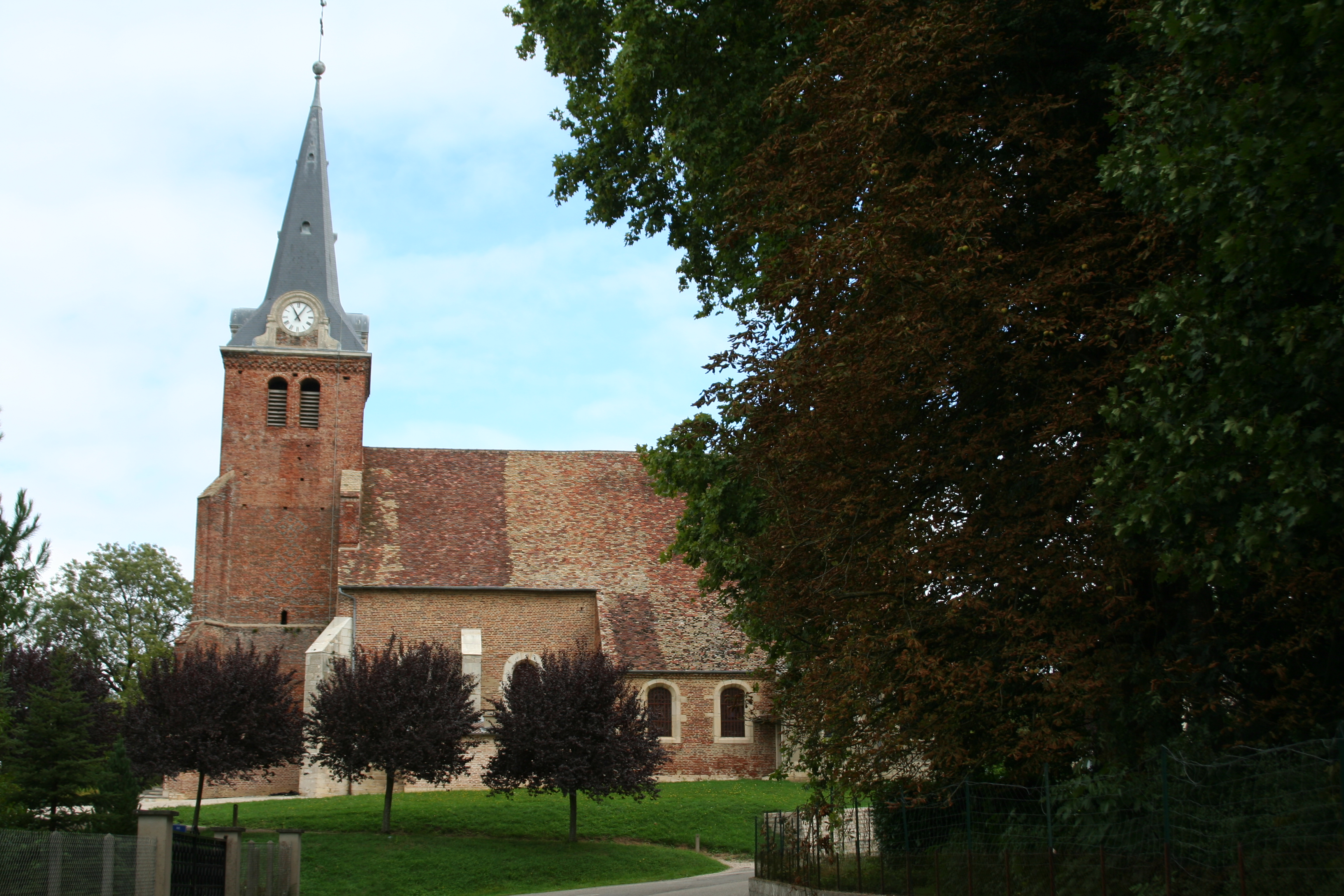
Kirche von Pierre-de-Bresse aus dem 17. Jahrhundert, Ansicht von Westen

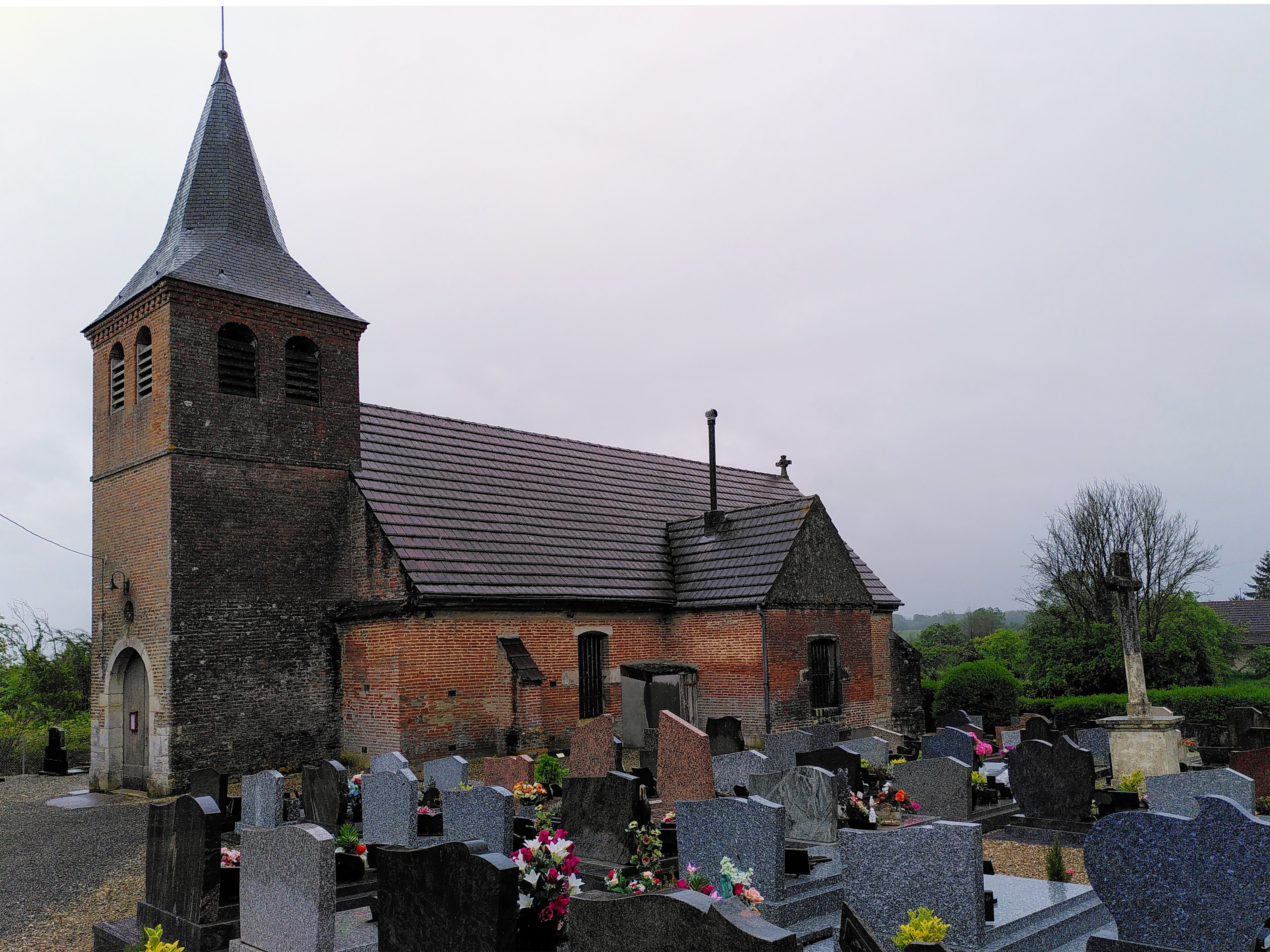
Kirche Saint-Léger von Terrans

Eine weitere Herrschaft auf dem Gebiet von Pierre war die der Grandmont, sie wurde 1499 durch Antoine Bouton erworben und mit seinen Gütern vereinigt.
Die Kriege im 16. und 17. Jahrhundert (Krieg gegen den savoyardischen Herzog Karl Emanuel I., Dreißigjähriger Krieg und Devolutionskrieg) bescherten dem Ort schreckliche Katastrophen, die ganze Gegend war weitgehend entvölkert und erholte sich nur sehr langsam.
Am 1. Januar 1973 fusionierten Pierre-de-Bresse und die westliche Nachbargemeinde Terrans. Am 16. Mai 1962 erhielt Pierre den Zusatz und damit den heutigen Namen Pierre-de-Bresse, nachdem die Region der Bresse definiert worden war und ein neues Selbstbewusstsein erlangte.

### Die Herren von Pierre-de-Bresse
13./14. Jahrhundert
- teilweise das Kloster Saint-Pierre-de-Chalon[12]
- teilweise die de Viennes
- teilweise die Rolin d'Authumes, Nachkommen von Nicolas Rolin mit der Herrschaft Grandmont.

15./16. Jahrhundert
- Durch die Heirat von Jean-Genevois Bouton, Herr von Le Fay, am 11. Juli 1401 mit Jeanne de Villiers ging die Herrschaft von den de Viennes an die Boutons über. Nach Jean-Genevois Bouton folgte sein Sohn Emart Bouton und diesem sein Sohn Antoine. Dieser erweiterte den Besitz 1499 um die Herrschaft Grandmont (Gebiet nordöstlich von Pierre). Durch Erbschaft von ihrer Mutter, Anne d'Oyselet, fiel ihnen auch die Herrschaft Authumes zu. Es folgten die Nachkommen Adrien und Christophe. Letzterer erwarb 1563 vom Abt von Saint-Pierre-de-Chalon für 3000 Livres dessen Anteil. Damit waren die Boutons die alleinigen Herren von Pierre.

17./18. Jahrhundert
- Adrien, der Sohn von Christophe war zwar zwei Mal verheiratet, hatte aber keine Kinder. 1623 zog er sich deshalb von Pierre zurück und überließ die Herrschaft seinem Schwager, Ponthus de Thiard de Bissy, dem Gatten seiner Schwester Jeanne Bouton. Die Herrschaft verblieb bis zur Revolution bei den de Thiards, die in der Folge weiterhin Besitzer des Schlosses blieben.

### Die Herren von Terrans

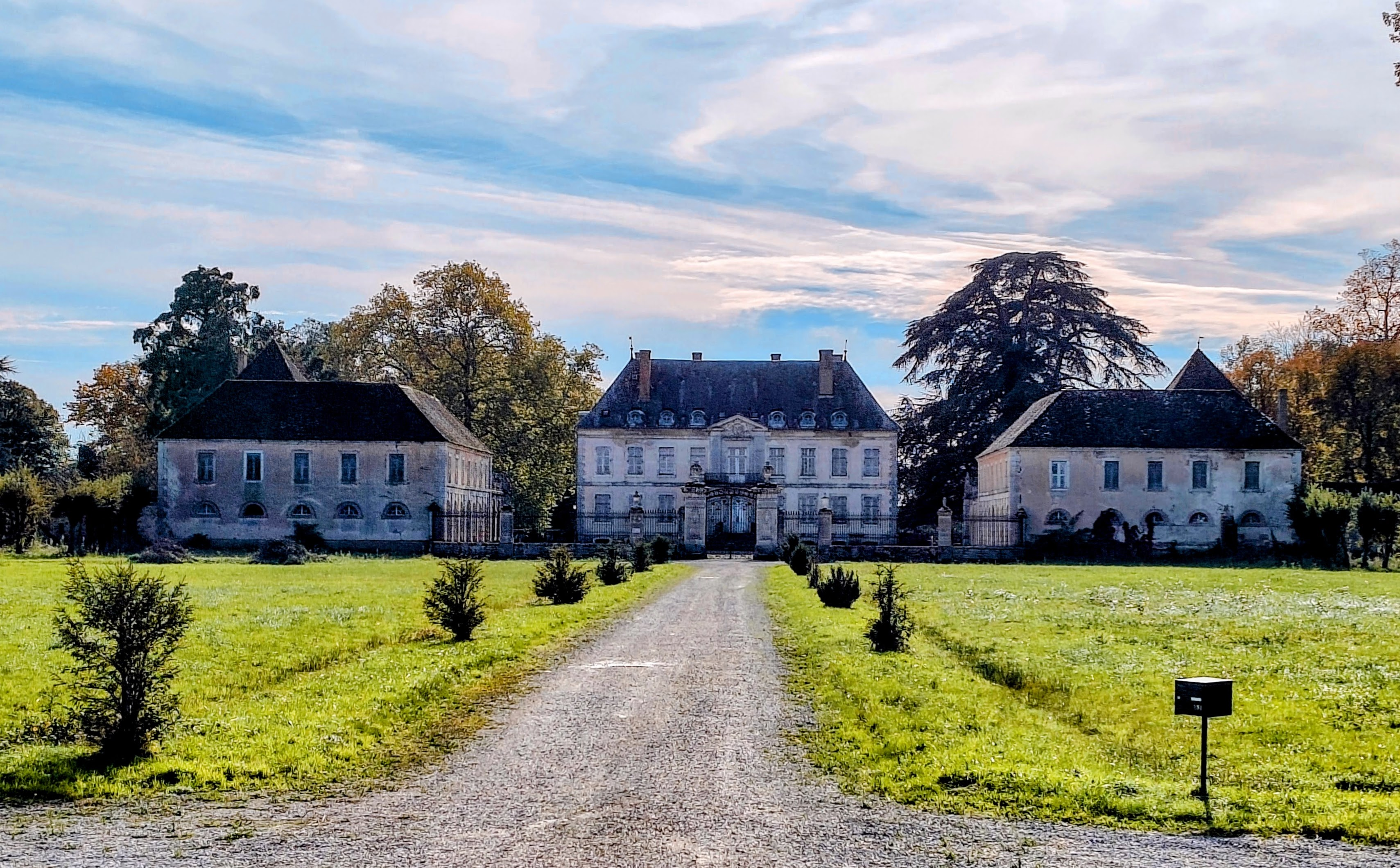
Château de Terrans

In frühester Zeit gehörte Terrans den Herzögen von Burgund. 1427 bekam es Jean de Terrans als Kastellan. Er war Berater des Herzogs, Maître des requêtes und zudem Steuervogt von Chaussin.
Im 16. Jahrhundert zerfiel die Herrschaft in mehrere Teile, die den Familien Bouton, de Chamilly und de Chanteret gehörten.
François de Chanteret war Kommandant im Schloss von Pierre-de-Bresse und wurde 1642 bei einem Angriff der freigräflichen Truppen getötet. Einige Familienangehörige sind in der Kirche von Terrans bestattet. Ihnen gehörte auch ein Teil von Frontenard und weitere Lehen in der Gegend.
Die Chanterets bemühten sich, die verschiedenen Teile der Herrschaft wieder zu vereinigen. Nachdem dies weitgehend gelungen war, brachte sie Catherine de Chanteret († 13. Oktober 1737) am 9. Mai 1707 in die Ehe mit Jean François de Truchis (* 12. Februar 1682), Offizier bei den Gendarmes de la garde.
Ihr Sohn, Guillaume de Truchis de Serville, Leutnant in Stadt und Zitadelle von Chalon, Ritter des Ordre royal et militaire de Saint-Louis ließ 1765 das Schloss in Terrans erbauen.

### Heraldik
Die Gemeinde Pierre-de-Bresse benutzt drei Schlüssel als Wappenzeichen, in Anlehnung an das Wappen, das von den Benediktinern von Sankt Peter in Chalon-sur-Saône benutzt wurde. Die Schlüssel symbolisierten die weltliche und geistliche Herrschaft. Sankt Peter besaß in Pierre-de-Bresse ein Priorat und zudem Ländereien mit den damit verbundenen Rechten. Blasonierung: In Rot drei goldene Schlüssel, pfahlweise angeordnet mit Bart nach oben und geschwungenem, rautenförmigem Knauf, der mittlere Schlüssel tiefer stehend, jeder Schlüsselbart hat eine andere Form. Das Wappen ist sichtbar auf der Fassade der ehemaligen Mairie, wo sich heute die Post befindet und wird auf offiziellen Briefköpfen der Gemeindeverwaltung benutzt.

## Bevölkerung
| Pierre-de-Bresse: Einwohnerzahlen von 1793 bis 2020 | Pierre-de-Bresse: Einwohnerzahlen von 1793 bis 2020 | Pierre-de-Bresse: Einwohnerzahlen von 1793 bis 2020 | Pierre-de-Bresse: Einwohnerzahlen von 1793 bis 2020 | Pierre-de-Bresse: Einwohnerzahlen von 1793 bis 2020 |
| --- | --------------------------------------------------- | --------------------------------------------------- | --------------------------------------------------- | --------------------------------------------------- |
| Jahr |                                                     |                                                     |                                                     | Einwohner                                           |
| 1793 | 1793                                                |                                                     | 1.748                                               | 1.748                                               |
| 1800 | 1800                                                |                                                     | 1.909                                               | 1.909                                               |
| 1806 | 1806                                                |                                                     | 1.893                                               | 1.893                                               |
| 1821 | 1821                                                |                                                     | 2.151                                               | 2.151                                               |
| 1831 | 1831                                                |                                                     | 2.218                                               | 2.218                                               |
| 1836 | 1836                                                |                                                     | 2.447                                               | 2.447                                               |
| 1841 | 1841                                                |                                                     | 2.521                                               | 2.521                                               |
| 1846 | 1846                                                |                                                     | 2.583                                               | 2.583                                               |
| 1851 | 1851                                                |                                                     | 2.535                                               | 2.535                                               |
| 1856 | 1856                                                |                                                     | 2.414                                               | 2.414                                               |
| 1861 | 1861                                                |                                                     | 2.357                                               | 2.357                                               |
| 1866 | 1866                                                |                                                     | 2.398                                               | 2.398                                               |
| 1872 | 1872                                                |                                                     | 2.444                                               | 2.444                                               |
| 1876 | 1876                                                |                                                     | 2.494                                               | 2.494                                               |
| 1881 | 1881                                                |                                                     | 2.431                                               | 2.431                                               |
| 1886 | 1886                                                |                                                     | 2.396                                               | 2.396                                               |
| 1891 | 1891                                                |                                                     | 2.364                                               | 2.364                                               |
| 1896 | 1896                                                |                                                     | 2.373                                               | 2.373                                               |
| 1901 | 1901                                                |                                                     | 2.350                                               | 2.350                                               |
| 1906 | 1906                                                |                                                     | 2.378                                               | 2.378                                               |
| 1911 | 1911                                                |                                                     | 2.364                                               | 2.364                                               |
| 1921 | 1921                                                |                                                     | 2.205                                               | 2.205                                               |
| 1926 | 1926                                                |                                                     | 2.148                                               | 2.148                                               |
| 1931 | 1931                                                |                                                     | 2.002                                               | 2.002                                               |
| 1936 | 1936                                                |                                                     | 1.982                                               | 1.982                                               |
| 1946 | 1946                                                |                                                     | 1.991                                               | 1.991                                               |
| 1954 | 1954                                                |                                                     | 1.977                                               | 1.977                                               |
| 1962 | 1962                                                |                                                     | 2.033                                               | 2.033                                               |
| 1968 | 1968                                                |                                                     | 1.952                                               | 1.952                                               |
| 1975 | 1975                                                |                                                     | 2.050                                               | 2.050                                               |
| 1982 | 1982                                                |                                                     | 2.097                                               | 2.097                                               |
| 1990 | 1990                                                |                                                     | 1.981                                               | 1.981                                               |
| 1999 | 1999                                                |                                                     | 1.991                                               | 1.991                                               |
| 2009 | 2009                                                |                                                     | 1.963                                               | 1.963                                               |
| 2014 | 2014                                                |                                                     | 1.966                                               | 1.966                                               |
| 2020 | 2020                                                |                                                     | 1.942                                               | 1.942                                               |
| Quelle(n): EHESS/Cassini bis 2006, ab 2009 INSEE Anmerkung(en): • Ab 1962 offizielle Zahlen ohne Einwohner mit Zweitwohnsitz • 1972 übernimmt Pierre-de-Bresse die Gemeinde Terrans. In diesem Diagramm sind die Zahlen für beide Gemeindeteile enthalten. • Höchste Einwohnerzahl 1845 mit 2583, tiefste Einwohnerzahl 1793 mit 1748 (67,7 % vom Maximum) |                                                     |                                                     |                                                     |                                                     |

| Bevölkerungsstruktur | Anzahl Einwohner | männlich | weiblich | davon Ausländer | Anteil % |
| -------------------- | ---------------- | -------- | -------- | --------------- | -------- |
|                      | 1946             | 907      | 1039     | 28              | 1,4      |

| Männer | Alterstufe | Frauen |
| ------ | ---------- | ------ |
| 25     | 90 + älter | 56     |
| 115    | 75–89      | 176    |
| 215    | 60–74      | 244    |
| 182    | 45–59      | 204    |
| 110    | 30–44      | 121    |
| 110    | 15–29      | 119    |
| 151    | 0–14       | 118    |

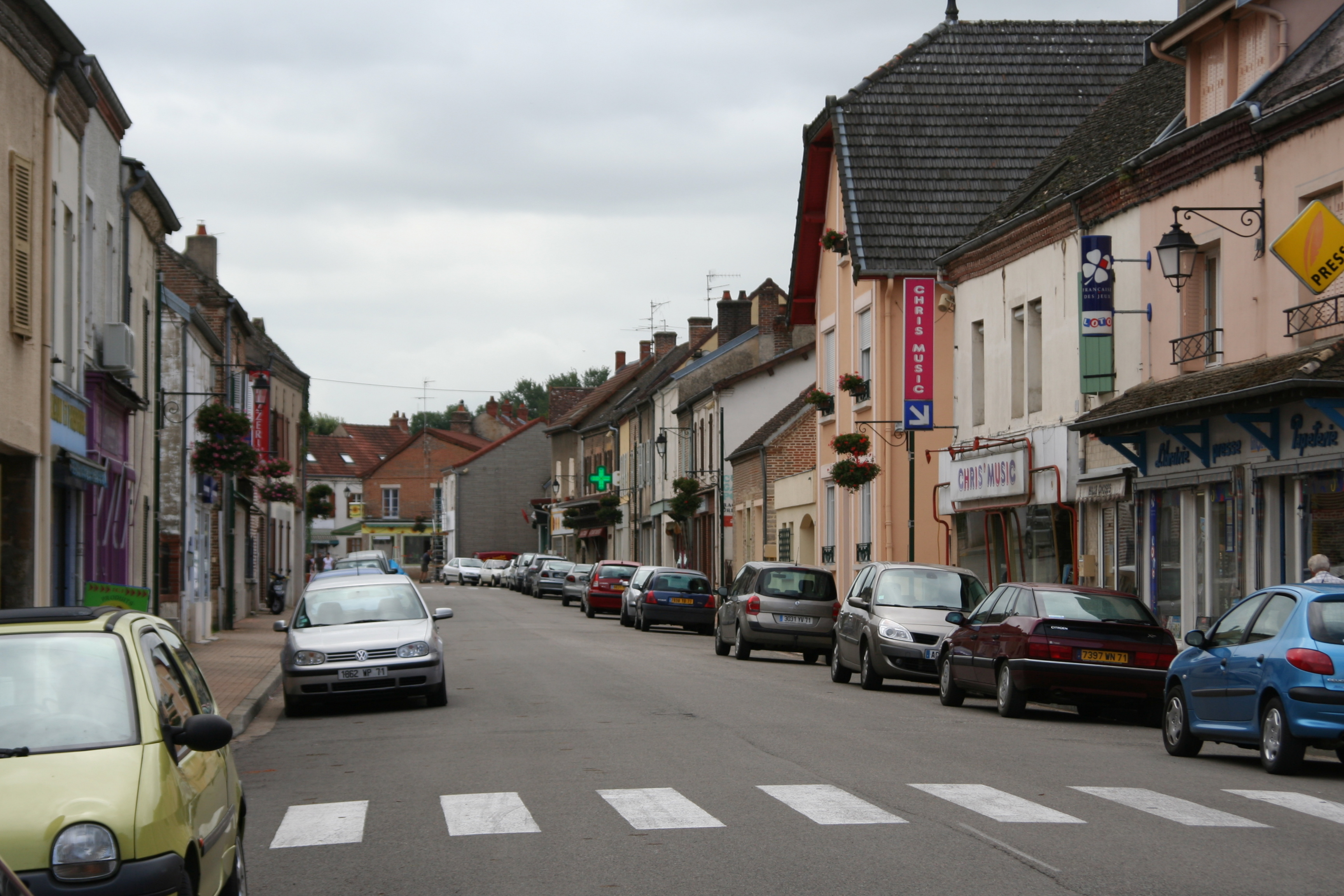
Hauptstraße (Grande rue) von Pierre-de-Bresse

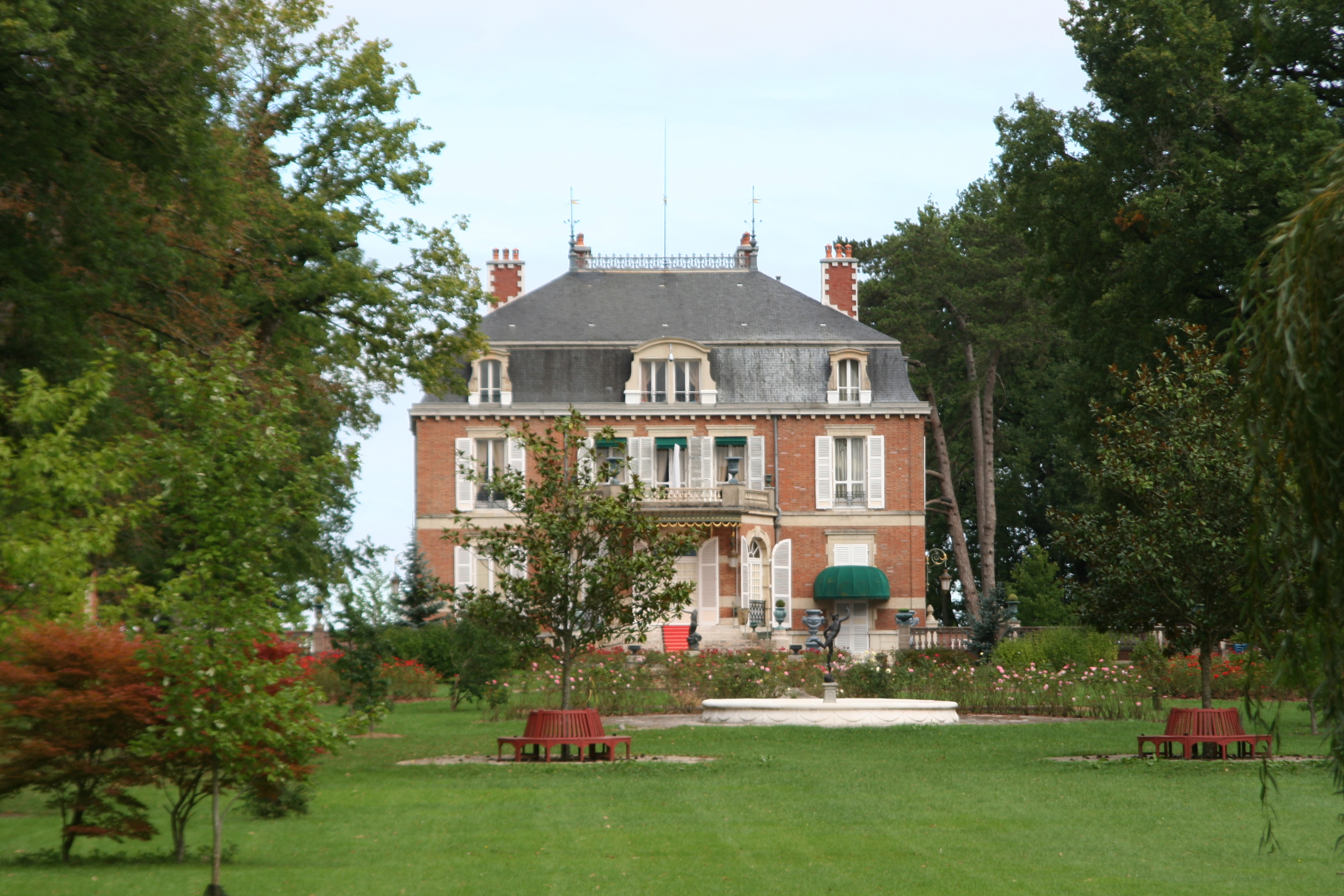
Château de Terrangeot aus dem letzten Viertel des 18. Jahrhunderts

Die Bevölkerungsstruktur zwischen Männern und Frauen weist einen ausgeprägten Überhang zugunsten der Frauen auf, die 53,4 % der Bevölkerung ausmachen. Dabei sind 37 % der Bevölkerung jünger als 45 Jahre. Demgegenüber sind 43 % der Einwohner älter als 60 Jahre und damit im Rentenalter. Wegen der schwachen Bautätigkeit in der Gemeinde stagniert die Bevölkerungszahl und die Überalterung nimmt zu. Bereits heute bilden die 60- bis 74-Jährigen mit 23,6 % die stärkste Bevölkerungsgruppe, während die unter 15-Jährigen lediglich 14 % ausmachen.
| Wohnstruktur               | Anzahl Wohneinheiten | davon Häuser | Wohnungen | sonstige |
| -------------------------- | -------------------- | ------------ | --------- | -------- |
|                            | 1158                 | 855          | 270       | 33       |
| davon Hauptwohnsitz        | 914                  |              |           |          |
| Zweit- oder Ferienwohnsitz | 79                   |              |           |          |
| vakant                     | 165                  |              |           |          |

## Wirtschaft und Infrastruktur

### Unternehmen, Betriebe, Ladengeschäfte und Einrichtungen
Im Städtchen gibt es nebst Kirche unter dem Patrozinium des hl. Marcellus und Mairie (Gemeindehaus) folgende Unternehmen nach Branchen:
| Branche                                                           | Anzahl Betriebe |
| ----------------------------------------------------------------- | --------------- |
| Industrie und verarbeitendes Gewerbe                              | 19              |
| Baugewerbe                                                        | 20              |
| Groß- und Einzelhandel, Verkehr, Beherbergung und Gastronomie     | 65              |
| Information und Kommunikation                                     |                 |
| Finanz- und Versicherungsdienstleistungen                         | 13              |
| Grundstücks- und Wohnungswesen                                    | 8               |
| Freiberufliche, wissenschaftliche und technische Dienstleistungen | 14              |
| Öffentliche Verwaltung, Unterricht, Gesundheits- und Sozialwesen  | 31              |
| Sonstige Dienstleistungen                                         | 17              |
| Land- und Forstwirtschaftsbetriebe                                | 18              |

In der Gemeinde befinden sich alle Unternehmen und Ladengeschäfte, die in einer Kleinstadt notwendig sind. Sowohl im sportlichen, medizinischen, gastronomischen und öffentlichen Bereich sind mehr oder weniger alle gängigen Einrichtungen zu finden. Das Städtchen bietet allerdings im touristischen Bereich keine großen Möglichkeiten, lediglich vier Restaurants und vier Gîtes. Ein Wochenmarkt findet jeweils am Montagvormittag statt. Am Vormittag des zweiten Sonntags im Monat findet jeweils ein Markt der regionalen landwirtschaftlichen Produzenten statt.

### Geschützte Produkte in der Gemeinde
Als AOC-Produkte sind in Pierre-de-Bresse Volaille de Bresse und Dinde de Bresse zugelassen.

### Bildungseinrichtungen
In der Gemeinde bestehen folgende Bildungseinrichtungen:
- eine École maternelle, die von 61 Schülern besucht wird,
- eine école primaire (École maternelle und École élémentaire) Fondation Guyenot-Paillot, die von 130 Schülern besucht wird,
- die private École primaire Lorieux, die von 77 Schülern besucht wird,
- das Collège Pierre Vaux,

die alle der Académie de Dijon unterstehen. Für die Schulen gilt der Ferienplan der Zone A.

## Gemeindepartnerschaft
Pierre-de-Bresse ist mit Gensingen in Rheinland-Pfalz (Deutschland) partnerschaftlich verbunden.

## Sehenswürdigkeiten
- Kirche Saint-Marcel im Flamboyantstil. Kurzbeschrieb der Kirche[29]
- Kirche Saint-Léger in Terrans mit Malerei von Michel Bouillot[30]. Kurzbeschrieb und Bilder Église Saint-Léger[31]
- Écomusée de la Bresse bourguignonne im Château de Pierre-de-Bresse[32]
- Château de Terrangeot (im Privatbesitz, keine Besuche)[33]
- Château de Terrans, 15. Jahrhundert[34]

## Persönlichkeiten
- Claude de Thiard de Bissy Comte de Bissy (1621–1701), französischer General während des Dreißigjährigen Krieges vor allem gegen Spanien, geboren in Pierre-de-Bresse, gestorben 1701 in Metz
- Jacques de Thiard de Bissy Marquis de Bissy (1648–1744), beteiligte sich am Holländischen Krieg und insbesondere an der Schlacht von Seneffe, geboren und 1744 gestorben in Pierre-de-Bresse
- Henri Pons de Thiard de Bissy (1657–1737), Kardinal und Bischof von Toul und Meaux, ist in Pierre-de-Bresse geboren.
- Claude de Thiard de Bissy (1721–1810), General und Mitglied der Académie française, ist in Pierre-de-Bresse gestorben.
- Amédée Guillemin (1826–1893), französischer wissenschaftlicher Publizist, geboren und gestorben in Pierre-de-Bresse